# David Mozart
David Mozart, auch Motzhart oder Motzhardt (* 1620, 1621 oder 1622 in Pfersee; † 28. Januar 1685 in Augsburg) war ein Augsburger Maurer und Baumeister der Barockzeit. Er ist der erste als Kunsthandwerker bekannte Mozart und Stammvater der Künstlerfamilie, aus der Baumeister, Bildhauer und Musiker hervorgingen – der berühmteste unter ihnen Wolfgang Amadeus Mozart.

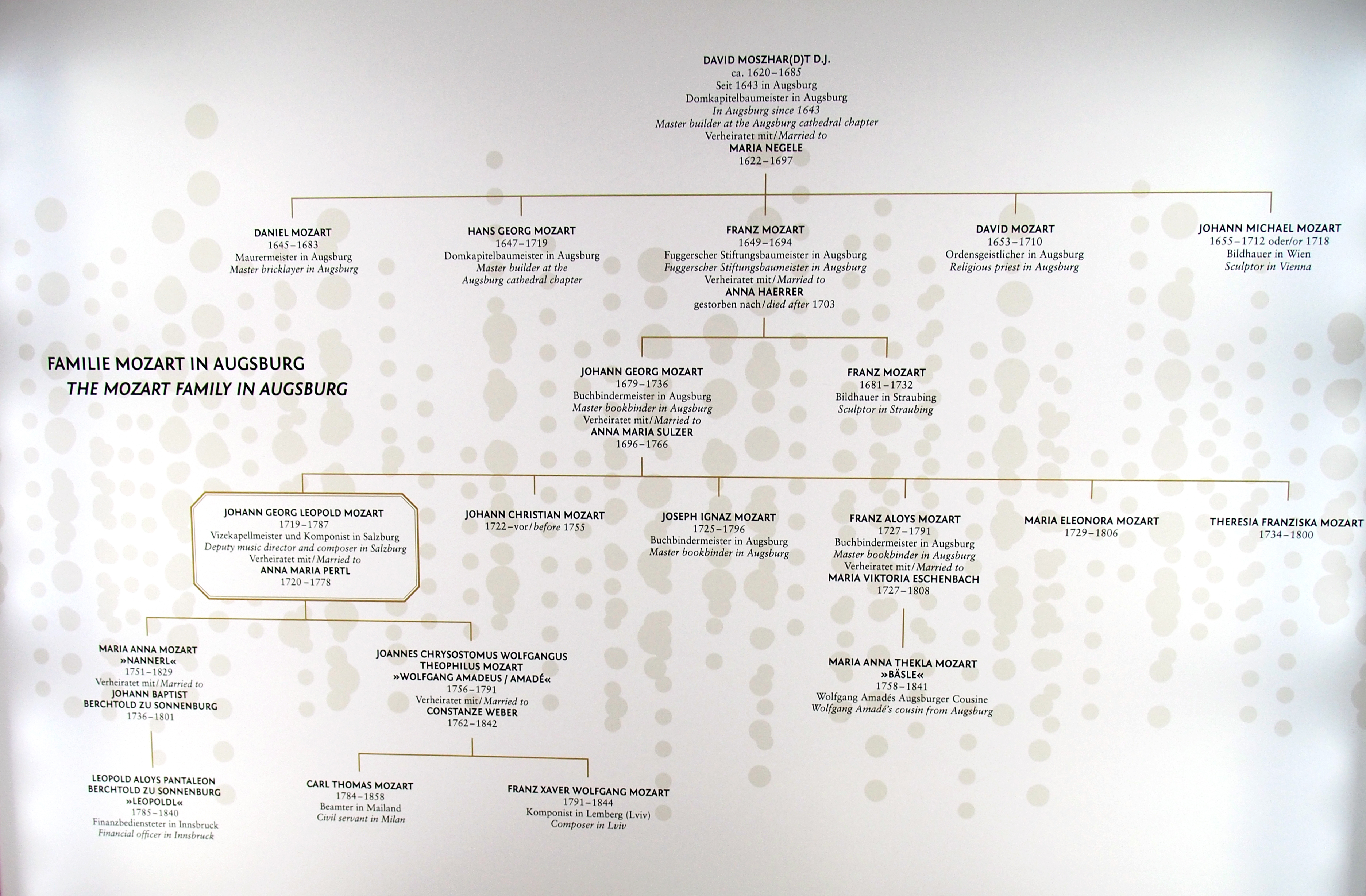
Stammbaum der Mozartfamilie

## Vorfahren
Mozarts Vater David E. Motzhardt († 1625) war der um 1608 von Stadtbergen-Leitershofen stammende, nach Augsburg-Pfersee zugewanderte Söldner (Kleinbauer) gleichen Namens. Über mehrere Generationen pachteten seine Vorfahren dort vom Kloster Kaisheim eine kleine Sölde, die sein Großvater Hans Motzhart ab 1506 erstmals bewirtschaftete. Davids Onkel Jerg Motzart fungierte ab 1606 in Pfersee als Dorfrichter.

## Herkunft und Werdegang

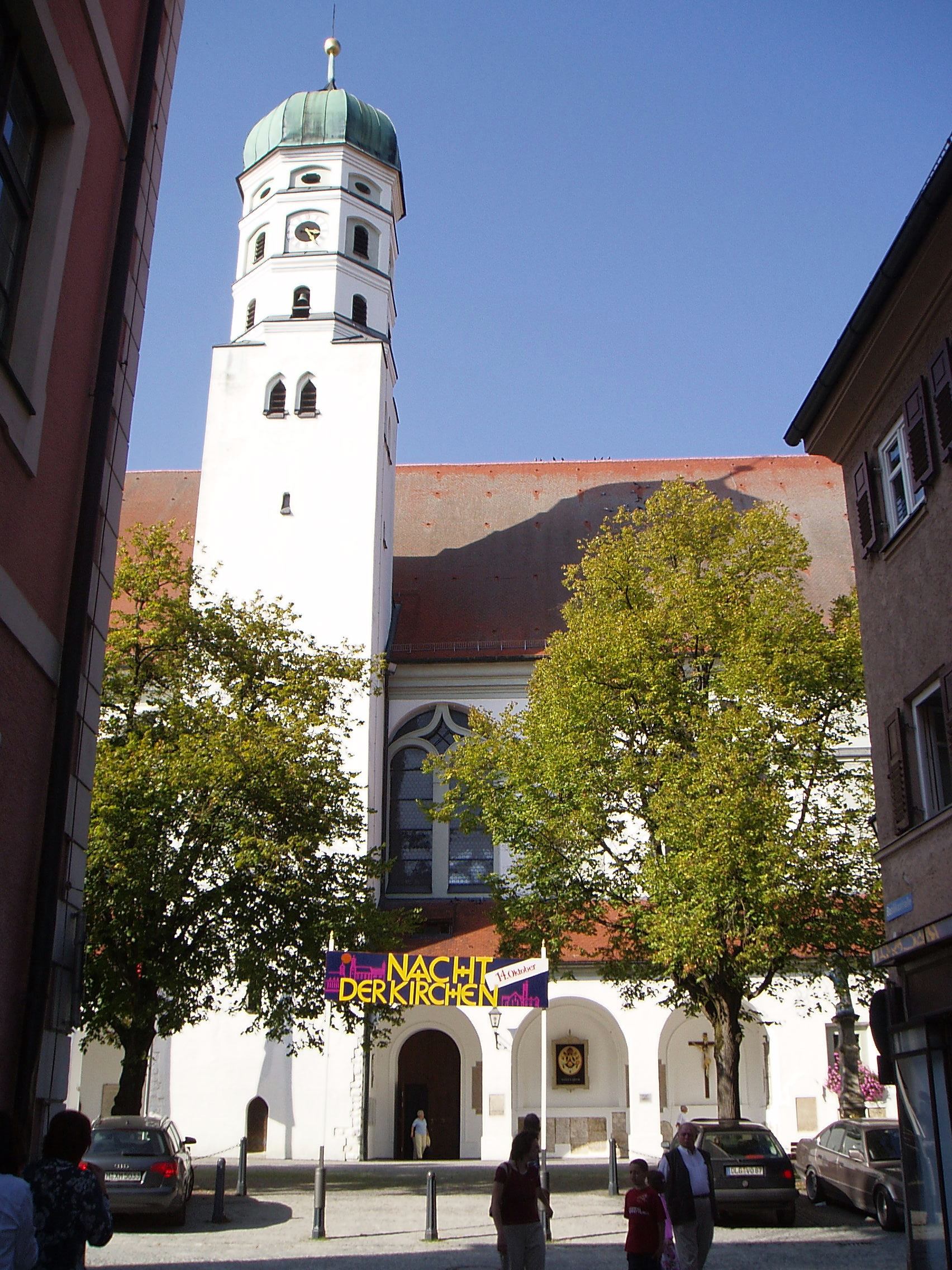
Turm von St. Peter in Dillingen

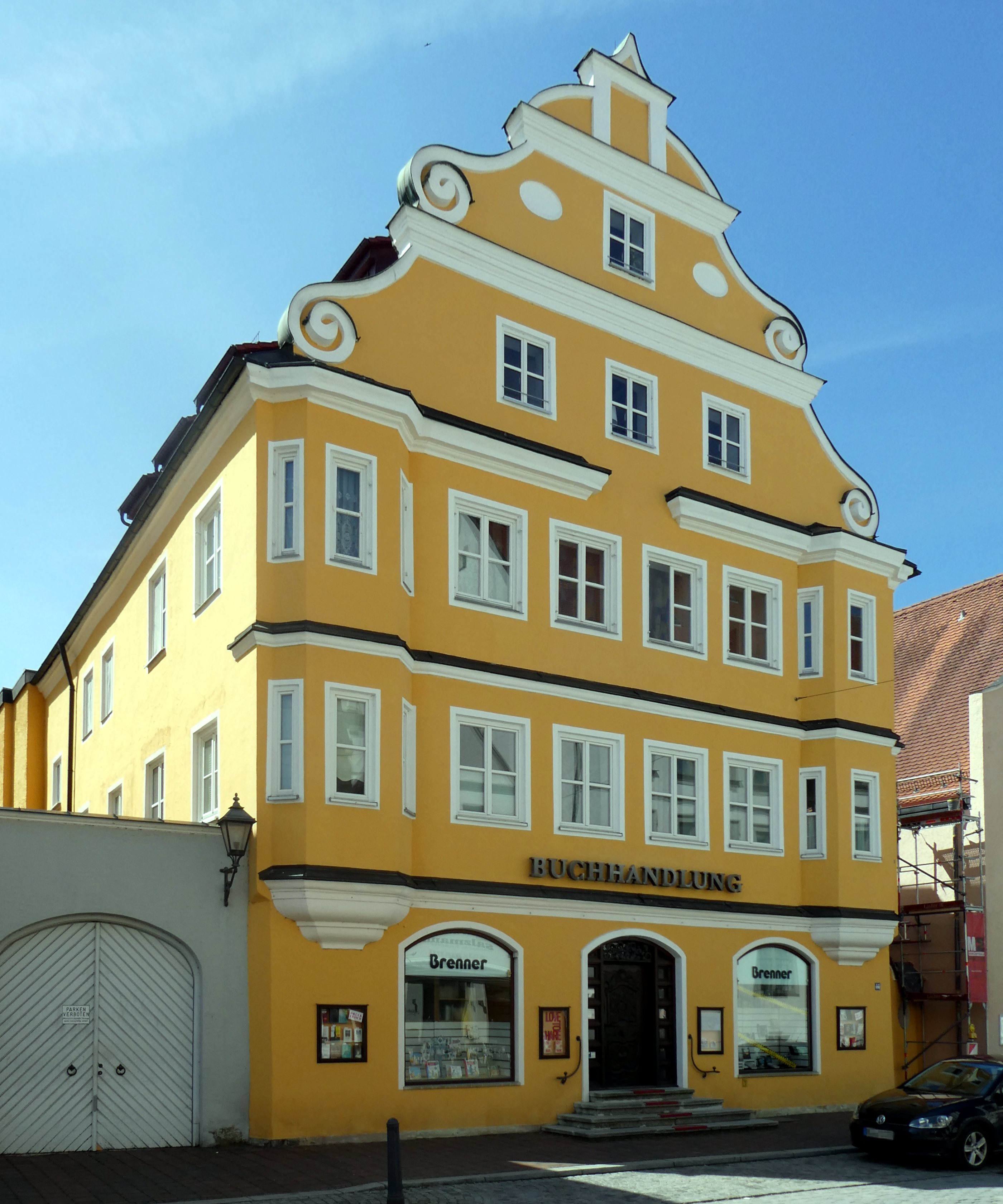
Königsstraße 44 in Dillingen

Mozart d. Ä. verstarb bereits 1625 oder 1626, als sein Sohn noch ein kleines Kind war. Seine Mutter Anna starb 1636 und hinterließ ihm die Sölde in Pfersee. Der Junge kam in die Obhut seines Onkels Daniel Weller, eines Maurers, der Grundbesitz wurde zu seinem Nutzen verkauft. Bei Daniel Weller, der Augsburger Bauwart war, erlernte Mozart das Maurerhandwerk. Im Januar 1643 beantragte Mozart das Bürgerrecht von Augsburg und erhielt es nach wenigen Tagen; seine Bürgen waren Weller und der städtische Werkmeister Carol Dietz, Nachfolger von Elias Holl. Mozart wurde 1665 Maurermeister und stand 1671 der Maurerinnung vor.

## Familie
Bereits einen Monat nach Erlangung des Augsburger Bürgerrechts heiratete Mozart Maria Negele (1622–1697) im Augsburger Dom und zog in die Jakobervorstadt. Er hatte fünf Söhne und vier Töchter; alle wurden im Augsburger Dom getauft, obwohl in der Jakobsvorstadt eine eigene Pfarrei bestand. Drei seiner Söhne wurden ebenfalls Maurer, Daniel (1645–1683), Hans Georg und Franz, der Urgroßvater Wolfgang Amadeus Mozarts. David (1653–1710) trat in einen Orden ein, und Johann Michael (1653–1718) wurde Bildhauer. Die Söhne Hans Georg und Franz verbrachten aller Wahrscheinlichkeit nach ihre Lehrzeit beim Vater.

## Werke
Erhalten und sicher von Mozart sind
- Privathaus an der Herrenstraße, heute Königstraße 44[5] in Dillingen an der Donau, 1665
- Turmaufbau an der Pfarrkirche St. Peter in Dillingen, 1669

Der Turmaufsatz der Wallfahrtskirche Unsere Liebe Frau im Moos in Kicklingen (heute zu Dillingen), den Mozart 1673 fertigstellte, wurde später wieder entfernt. Ebenfalls nicht erhalten sind 1680 unter Mitarbeit seines Sohnes Hans Georg errichtete Bürgerhäuser in Dillingen. In Augsburg sind für David Mozart außer der Instandsetzung seines Wohnhauses in der Jakobervorstadt lediglich nicht näher bezeichnete Arbeiten an der Fuggerei nachweisbar.